# Deep house
Genres dérivés
Future house, funky house, tropical house
La deep house est un sous-genre musical de la house ayant émergé dans les années 1980 à Chicago et New York aux États-Unis. Ce genre mêle initialement des éléments de Chicago house au jazz-funk des années 1990, avec quelques touches de soul. La longueur des chansons varie habituellement entre 7 et 10 minutes, et le tempo oscille entre 120 et 130 battements par minute. Ce style de musique house est parfois acoustique.

## Histoire
La deep house est largement lancée par des producteurs originaires de Chicago comme Marshall Jefferson (On the House) et Larry Heard (Mr. Fingers), et grâce à des titres comme Mystery of Love (1985) et Can You Feel It (1986) ; ce dernier a significativement influencé la deep house, comme l'a fait le titre Strings of Life (1987) de Derrick May sur la techno de Détroit.

## Caractéristiques
La deep house est connue pour sa mélodie complexe, son utilisation d'accord chromatique et d'éléments soul, ambient, ou lounge avec une ligne de basse souvent en syncope. Dans les premières compositions (1988–1989), le genre est fréquemment inspiré du jazz. L'usage de chants de la deep house devient plus fréquent par rapport à d'autres formes de musique house.